# 颜检
颜检（1757年—1832年），字惺甫，号岱山，又号岱云，别号槎客，广东连平县元善镇人，乾隆二十二年（1757年）生于山东泰安，巡抚颜希深子，拔贡生出身。乾隆四十二年（1777年），颜检以拔贡生朝考入选一等，初授礼部七品小京官，再升仪制司员外郎。乾隆五十八年（1793年），颜检出任江西吉安府知府，后又任云南盐法道，调任迤南（滇南）兵备道。嘉庆六年（1801年），颜检擢升河南巡抚，任职期间曾因违例奏补知县遭罚俸。嘉庆十六年（1811 年）六月，改贵州巡抚。嘉庆十九年（1814年）颜检又奉命以三品顶戴任浙江巡抚，他上书奏请疏浚杭州西湖，兴修水利。